# Parafia św. Wojciecha w Lidzbarku
Parafia św. Wojciecha w Lidzbarku – parafia rzymskokatolicka w diecezji toruńskiej, w dekanacie Lidzbark Welski, z siedzibą w Lidzbarku. Erygowana w 1301 roku.

## Historia
- 1301 – ustanowienie parafii

## Obszar parafii
Miejscowości na obszarze parafii
- Ciechanówko, Chełsty, Miłostajki, Podcibórz, Wlewsk, Jeleń

Ulice na obszarze parafii
- Cicha, Działdowska, Garbarska, Górka, Jeleńska, Kościelna, Kopernika, Mickiewicza, Myśliwska, Młyńska, Nowy Rynek, Nowa, Ogrodowa, Plac Hallera, Podzamcze, Piaski, Podgórna, Strażacka, Sądowa, Słomiany Rynek, Stare Miasto, Wodna, Zamkowa, Zieluńska (lewa strona 4 nry)